# Thunderbolt Patterson
Claude Patterson, noto con il ring name Thunderbolt Patterson (Waterloo, 8 luglio 1941), è un ex wrestler statunitense.
Iniziò la propria carriera nel 1964 e lottò prevalentemente in Florida, Georgia e Carolina del Sud e del Nord. Nei primi anni settanta, fu inserito nella "lista nera" dalla National Wrestling Alliance per le sue frequenti apparizioni nel circuito indipendente, le sue accuse di "razzismo istituzionale" e il tentativo di costituire un sindacato dei lottatori.
Nel 2024 è stato ammesso nella WWE Hall of Fame.

## Titoli e riconoscimenti
- Championship Wrestling from Florida
  - NWA Brass Knuckles Championship (Florida version) (1)[1]
  - NWA Florida Heavyweight Championship (1)[1]
- Continental Wrestling Association
  - CWA World Heavyweight Championship (1)
- George Tragos/Lou Thesz Professional Wrestling Hall of Fame
  - Lou Thesz Award (2019)[2]
- Georgia Championship Wrestling
  - NWA Georgia Tag Team Championship (3) - con Mr. Wrestling (1), Tommy Rich (1) e Tony Atlas (1)
  - NWA Georgia Television Championship (2)
  - NWA National Tag Team Championship (1) - con Ole Anderson
- International Championship Wrestling
  - ICW United States Heavyweight Championship (1)
- Maple Leaf Wrestling
  - NWA United States Heavyweight Championship (Toronto version) (1)
- Mid-Atlantic Championship Wrestling
  - NWA Atlantic Coast Tag Team Championship (1) - con Jerry Brisco
- NWA Big Time Wrestling
  - NWA American Tag Team Championship (4) - con  Wahoo McDaniel (2), Toru Tanaka (1) e Johnny Valentine (1)[3][4]
- NWA Tri-State
  - NWA Brass Knuckles Championship (Tri-State version) (1)
- Western States Sports
  - NWA Brass Knuckles Championship (Amarillo version) (4)
- World Wrestling Association
  - WWA World Tag Team Championship (1) - con Alberto Torres
- Wrestling Observer Newsletter
  - Worst on Interviews (1985)
- WWE
  - WWE Hall of Fame (classe del 2024)[5]